# Барді
Барді (італ. Bardi) — муніципалітет в Італії, у регіоні Емілія-Романья,  провінція Парма.
Барді розташоване на відстані близько 380 км на північний захід від Рима, 130 км на захід від Болоньї, 55 км на захід від Парми.
Населення — 2253 особи (2014).
Щорічний фестиваль відбувається 24 червня. Покровитель — святий Іван Хреститель.

## Демографія
Населення за роками:

Станом на 1 січня 2023 року в муніципалітеті офіційно проживало 175 іноземців з 23 країн, серед них 39 громадян країн Євросоюзу та 28 громадян України.

## Сусідні муніципалітети
- Бедонія
- Боре
- Борго-Валь-ді-Таро
- Комп'яно
- Фарині
- Феррієре
- Морфассо
- Вальмоццола
- Варсі